# Шуняково
Шуня́ково (рос. Шуняково, башк. Шүнәк) — присілок у складі Бураєвського району Башкортостану, Росія. Входить до складу Бураєвської сільської ради.
Населення — 15 осіб (2010; 34 у 2002).
Національний склад:
- башкири — 94 %